# Autosplinter
Autosplinter – konwencja brydżowa, odmiana Splintera.
W przeciwieństwie do Splintera, gdzie „skokiem” ustala się kolor partnera, Autosplinter uzgadnia kolor własny, na przykład: 1♣ - 1♠ - 1BA - 4♥. Ostatnia „odzywka” pokazuje „krótkość” kierową i uzgadnia piki jako kolor atutowy.